# 吕燕玲
吕燕玲（1965年—），云南昭阳人，汉族，中华人民共和国政治人物、第十一届全国人民代表大会云南地区代表。
毕业于昆明医学院临床医学系医学专业。加入民盟。担任云南省昭通市第一人民医院妇产科主任。2008年起担任全国人大代表。